# Ventrifossa sazonovi
Ventrifossa sazonovi är en fiskart som beskrevs av Akitoshi Iwamoto och Williams, 1999. Ventrifossa sazonovi ingår i släktet Ventrifossa och familjen skolästfiskar. Inga underarter finns listade i Catalogue of Life.